# Sycotetra serricornis
Sycotetra serricornis är en stekelart som beskrevs av Boucek 1981. Sycotetra serricornis ingår i släktet Sycotetra och familjen fikonsteklar.
Artens utbredningsområde är Zimbabwe. Inga underarter finns listade i Catalogue of Life.